# Mulan: Heng kong chushi
Mulan: Heng kong chushi (xinès simplificat: 木兰：横空出世, pinyin: Mùlán: Héng kōng chūshì, literalment 'Mulan: Nascuda del no-res') és una pel·lícula d'animació en 3D produïda conjuntament per Guangzhou Jinchuan Culture i altres empreses i estrenada a la Xina continental l'octubre de 2020. Tanmateix, el 4 d'octubre es va anunciar que la pel·lícula seria retirada de l'estrena a les 0:00 del 6 d'octubre, a causa de la pandèmia de Covid-19.
Inspirada en la història de Hua Mulan, es destacà una trama més senzilla i apropiada per a infants que les adaptacions de la Disney, així com una ambientació i narrativa molt més fidel a la cultura xinesa.